# (samen)Woonpercentage
Het (samen)Woonpercentage, voorheen bekend als Samenwoonpercentage, wordt gebruikt om aan te tonen of iemand  samenwoont of op een bepaald adres verblijft. Dit percentage geeft weer voor hoeveel procent twee personen feitelijk met elkaar samenleven. Het wordt berekend met behulp van verschillende statistieken van organisaties zoals het CBS en de Erasmus Universiteit, en is gebaseerd op waarnemingen door een (sociaal) rechercheur of behandelaar.
Deze berekeningsmethode wordt onder andere gebruikt door:
- De IND,om te bepalen of twee personen daadwerkelijk samenwonen en een gemeenschappelijke huishouding voeren, en zo te beoordelen of een verblijfsvergunning kan worden afgegeven.
- Sociale rechercheurs van gemeentes, in gevallen van woon- of bijstandsfraude.
- De FIOD,  in zaken waar een samenlevingsomstandigheid moet worden aangetoond.
- Het burgerlijk recht, volgens jurisprudentie van recherchebureaus zoals Strongwood en interPI Global, in zaken omtrent partneralimentatie en onderhuur.

## Berekening van Woonpercentage
Bij de berekening van het Woonpercentage om woonfraude aan te tonen, wordt gebruikgemaakt van:
1. UPD (Uren Per Dag): Het aantal uren dat iemand gedurende een onderzoeksperiode aanwezig is in de woning en het aantal overnachtingen.
2. NBU (Niet Beschikbare Uren): Het percentage uren dat normaliter gewerkt wordt, gebaseerd op het werkrooster van het onderzoekssubject en de vastgestelde werkuren.
3. DAU (Deactieve Uren): Het percentage uren dat door het CBS wordt aangegeven als gemiddeld aantal slaapuren per dag voor iemand in de leeftijdscategorie van het onderzoekssubject.
4. SOSP (Sociale & Sport Percentage): Het aantal uren dat personen in de leeftijdscategorie van beide onderzoekssubjecten dagelijks besteden aan sociale contacten en sport, zoals beschreven door de Erasmus Universiteit.
5. AU (Actieve Uren): Het percentage actieve uren dat overblijft gedurende welke de onderzoekssubjecten samen activiteiten kunnen hebben.

De berekening op basis van deze factoren levert een resultaat op voor het (samen)Woonpercentage, waarbij het totaal van deze componenten 100% bedraagt. Gedurende onderzoeken worden gegevens verzameld over bepaalde periodes en vertaald naar percentages, wat resulteert in een geconstateerd feitelijk (samen)Woonpercentage. Dit percentage geeft een betrouwbaar beeld voor ook de tussenliggende periodes waarin geen onderzoeken zijn uitgevoerd, met een maximale afwijking van -5% tot +7%.

## Landelijke percentages
Voor 2014 (en 2011, 2012, 2013) geldt:
1. twee partners in een beginnende relatie met ieder diens eigen woning hebben een (samen)Woonpercentage tussen de 0% en 39,4%
2. twee partners met een meer gevorderde relatie korter dan 1 jaar, woonachtig in dezelfde woning (al dan niet met een eigen woning) hebben een (samen)Woonpercentage tussen de 39,5% en 55,9%
3. twee partners met een langdurige affectieve relatie, woonachtig in dezelfde woning (al dan niet met een eigen woning) hebben een (samen)Woonpercentage tussen de 55,9% en 100%.

Van 2015 tot en met 2018 geldt:
1. twee partners in een beginnende relatie met ieder diens eigen woning hebben een (samen)Woonpercentage tussen de 0% en 41,7%
2. twee partners met een meer gevorderde relatie korter dan 1 jaar, woonachtig in dezelfde woning (al dan niet met een eigen woning) hebben een (samen)Woonpercentage tussen de 41,7% en 59,3%
3. twee partners met een langdurige affectieve relatie, woonachtig in dezelfde woning (al dan niet met een eigen woning) hebben een (samen)Woonpercentage tussen de 59,3% en 100%.

Sinds 2019 geldt:
1. twee partners in een beginnende relatie met ieder diens eigen woning hebben een (samen)Woonpercentage tussen de 0% en 41,7%
2. twee partners met een meer gevorderde relatie korter dan 1 jaar, woonachtig in dezelfde woning (al dan niet met een eigen woning) hebben een (samen)Woonpercentage tussen de 41,7% en 59,6%
3. twee partners met een langdurige affectieve relatie, woonachtig in dezelfde woning (al dan niet met een eigen woning) hebben een (samen)Woonpercentage tussen de 59,6% en 100%.

De berekeningsmethode gaat uit van een gemiddelde dagindeling van een bepaald persoon die wordt gevonden in landelijke statistieken.

## Voorbeeld berekening (samen)Woonpercentage bij partneralimentatie
Een man van 41 jaar heeft een eigen woning, een 40-urige werkweek hanteert en een relatie van een half jaar met een vrouw van 39 jaar met een eigen woning. Beide personen zijn veelal bij elkaar op doordeweeks avonden en in de weekenden in de woning van de vrouw. Het onderzoek heeft gelopen over een periode van 48 dagen × 24 uur per dag = 1.152 uren. Op dit totaal aantal uren is de 100% norm gebaseerd. 
De gebruikte calculatiedata in dit voorbeeld zijn dan: 100% calculatiewaarde over de gehele onderzoeksperiode 
- Totaal beschikbare NBU (calculatie werk) 27,22%
- Totaal beschikbare deactieve uren (CBS)  30,50%
- Totaal beschikbare actieve uren  35,55%
- Totaal beschikbare SOSP (ERASMUS) 6,73%

Totaal vastgestelde feitelijke omstandigheden: 71,69%
- Totaal beschikbare NBU (observatie / non focus) 27,22%
- Totaal deactieve uren (observatie) 17,63%
- Totaal actieve uren (observatie) 20,11%
- Totaal SOSP (observatie / non focus 6%) 6,73%

Het percentage voor deactieve uren percentage van 17,63% komt voort uit de vaststellingen tijdens een onderzoek dat een overnachting heeft plaatsgevonden.
Dit kan worden gelezen als: er waren X aantal nachten in de periode van het onderzoek (30,50% van de totale (24 uur) tijd is een 100% waarde voor overnachting), waarvan geconstateerd is dat 17,63% van de nachten samen is doorgebracht. Stel dat er 48 nachten zijn gedurende de onderzoekperiode dan is dus een samenzijn gedurende +/- 28 nachten vastgesteld.
Het percentage voor actieve uren van 20,11% komt voort uit de vaststellingen tijdens alle onderzoeken die hebben plaatsgevonden waarbij beide met elkaar samen zijn geweest. Dit kan worden gelezen als: 35,55% van de totale (24 uur) tijd was beschikbaar om samen door te brengen (minus de nacht). Tijdens alle onderzoeken wordt gekeken hoeveel de subjecten samen zijn geobserveerd. Dit resulteert in een aantal vastgestelde uren en bijhorend percentage.
Het totale feitelijke (samen)Woonpercentage is dus direct gerelateerd aan wat tijdens het onderzoek is geconstateerd. In dit voorbeeld is de uitslag 71,69% dus boven het gemiddelde en is er derhalve sprake van samenwonen.

## Sinds 2014 ook civielrechtelijk in gebruik
Dit (samen)Woonpercentage is sinds 2014 ook veelvuldig gebruikt in met name partneralimentatie fraudezaken waar het met name van belang is bij het vaststellen van samenwonen en de gemeenschappelijke huishouding. Op zich niet zo vreemd omdat dit al jaren wordt gebruikt door de overheid in haar zaken, kon het ook niet lang duren voordat het in civiel recht ook een keer aan de orde komt. Wel wordt door rechters zeer goed gekeken naar de opbouw van de berekening en of deze inderdaad sluitend en kloppend is. In de civiele sector zijn er nog niet veel experts in dit onderdeel omdat het nog relatief 'nieuw' is, er is inmiddels al jurisprudentie beschikbaar.

## Update: 2015 ook civielrechtelijk gebruikt bij onderhuur aantonen
Sinds 2015 wordt het (samen)Woonpercentage ook gebruikt om onderhuur aan te tonen. In rechtbankzaak 3945410 | 15-347 is vastgesteld dat dezelfde rekenmethode ook geschikt is om te bewijzen dat een huurder niet langer op zijn huuradres woont. Dit is niet verrassend, aangezien deze methode al lang wordt gebruikt bij Sociale Recherche-onderzoeken naar vergelijkbare zaken. Het percentage van samenwonen is daarmee de leidraad geworden in dit soort kwesties.

## Update: 2019 hoogte van het minimale percentage is veranderd
De nieuwe minimale leidraad voor het (samen)Woonpercentage is verhoogd van 59,3% naar 59,6%. 